# Eugène Siberdt
Eugène Siberdt, Eugeen Siberdt ou Eugène François Joseph Siberdt (Anvers, 21 avril 1851 - Anvers, 6 janvier 1931) est un peintre académique appartenant à l'école du romantisme tardif belge. L'artiste est spécialisé en portraits, la peinture d'histoire, les scènes de genre et les compositions orientalistes. Il est maintenant principalement connu comme le professeur de dessin à l'Académie royale des beaux-arts d'Anvers dont le conflit avec Vincent van Gogh a conduit ce dernier à quitter l'Académie après seulement trois mois de cours.

## Biographie
Eugène Siberdt est né à Anvers où il suit des cours à l'Académie locale sous Edward Dujardin, Polydore Beaufaux, Van Leprous et Nicaise de Keyser. En 1873, il obtient la deuxième place du Prix de Rome belge. Dès 1874, Siberdt commence à exposer avec succès dans tous les importants salons belges. Il est un portraitiste à succès et devient le portraitiste royal officiel.

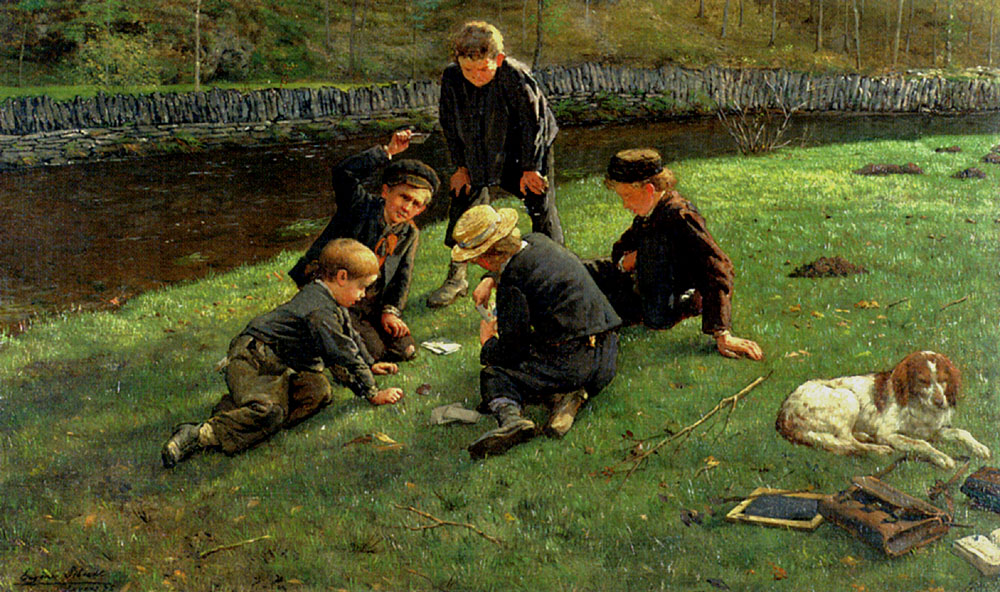
Les petits joueurs

Siberdt est nommé professeur à l'Académie d'Anvers en 1883. Le 18 janvier 1886 Vincent van Gogh commence à assister à des cours de dessin d'après des modèles en plâtre à l'Académie d'Anvers. Van Gogh se trouve rapidement en conflit avec Charles Verlat, directeur de l'Académie et professeur de peinture, à cause de son style de peinture non conventionnel. Van Gogh entre également en conflit avec Frans Vinck, l'instructeur des cours de dessin. Van Gogh commence enfin à assister aux cours de dessin d'après des modèles en plâtre antique donnés par Siberdt. Bientôt Siberdt et van Gogh entrent en conflit lorsque celui-ci refuse de se conformer à l'exigence de Siberdt selon laquelle les dessins doivent exprimer le contour et se concentrer sur la ligne. Quand Van Gogh est appelé à dessiner la Vénus de Milo pendant son cours de dessin, il produit le torse nu et sans membres d'une paysanne flamande. Siberdt considère cela comme un défi contre sa direction artistique et apporte avec son crayon des corrections au dessin de Van Gogh si vigoureusement qu'il déchire le papier. Van Gogh vole alors dans une rage violente et crie à Siberdt: Vous ne savez évidemment pas à quoi ressemble une jeune femme, sacré dieu! Une femme doit avoir des hanches, des fesses, un pelvis dans lequel elle peut porter un bébé! Selon certains témoignages, c'est la dernière fois que Van Gogh assiste à des cours à l'Académie et il part ensuite pour Paris. Le 31 mars 1886, soit environ un mois après la confrontation avec Siberdt, les professeurs de l'Académie décident que 17 étudiants, dont van Gogh, doivent répéter une année. L'histoire selon laquelle van Gogh a été expulsé de l'Académie par Siberdt n'a aucune base.

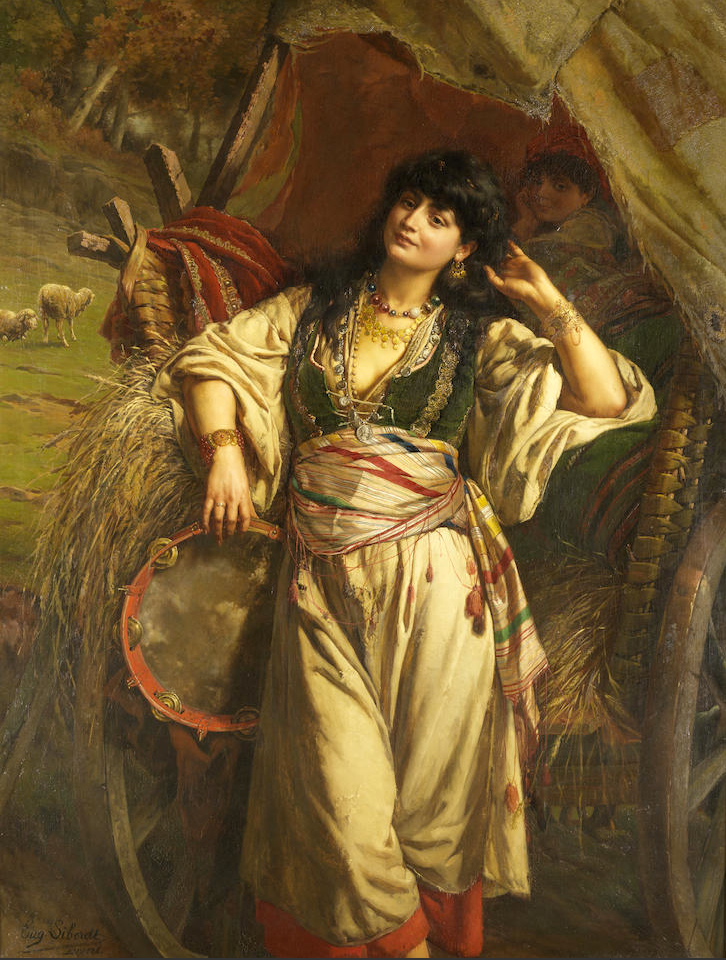
Une halte de Bohémiens

Environ dix ans après l'incident avec van Gogh, Siberdt est impliqué dans un conflit avec Eugeen Van Mieghem, un autre étudiant qui refuse de se soumettre à la rigueur académique de l'Académie d'Anvers. Ce conflit a également conduit Van Mieghen à quitter l'Académie.

## Œuvre
Eugène Siberdt était un représentant typique du style romantique tardif développé en Belgique par les élèves et les professeurs de l'Académie d'Anvers. En particulier, l'influence d'Henri Leys reste primordiale à l'Académie tout au long de la seconde moitié du XIXe siècle dans le style ainsi que le choix des sujets. Les professeurs de l'Académie ont encouragé leurs étudiants à étudier l'antique, à dessiner avec précision et à s'en tenir à la palette sobre et sombre typique de la peinture académique du XIXe siècle. Le conflit entre Siberdt et van Gogh est mieux perçu comme un conflit entre la vision de l'art non conventionnelle de van Gogh et la vision académique représentée par Siberdt.
En tant que représentant typique de la tradition académique de l'Académie d'Anvers, Siberdt peint des sujets tels que des scènes de genre souvent de nature sentimentale comme Le présage triste, des sujets de la glorieuse histoire artistique nationale telles que La rencontre entre Erasme et Quentin Matsys ou des événements historiques internationaux comme Martin Luther traduisant la Bible. Ses scènes historiques se déroulent généralement aux XVIe et XVIIe siècles, époque dans laquelle Anvers connut son apogée culturel et commercial. Les histoires du Faust de Goethe sont aussi un thème récurrent. Siberdt a également créé des peintures d'histoire avec des sujets bibliques tels que Le prophète Nathan réprimande le roi David.
Siberdt a peint de nombreuses compositions orientalistes. Celles-ci représentent souvent des Roms ou des harems tels que Les bijoux d'un Harem. Ce dernier tableau reflète également l'intérêt contemporain pour le thème du harem et de l'odalisque dans l'orientalisme.
Siberdt était un portraitiste talentueux recherché par des mécènes privés et officiels.